# Marmalade (logiciel)
Marmalade SDK est un kit de développement logiciel multi-plateforme et un moteur de jeu de Marmalade Technologies Limited pour application mobile. Le kit de développement appelé à l'origine Airplay SDK et développé par Ideaworks3D, est renommé Marmalade en 2011, alors qu'Ideaworks3D Limited est renommé Marmalade Technologies Limited.